# فرهاد دژپسند
فرهاد دژپسند (زادهٔ ۱ خرداد ۱۳۴۱، بهشهر) سیاستمدار، اقتصاددان و مدرس دانشگاه ایرانی است که در دولت دوازدهم از سال ۱۳۹۷ تا ۱۴۰۰ سمت وزیر امور اقتصادی و دارایی را برعهده داشت. او همچنین دانشیار دانشکده علوم اقتصادی و سیاسی دانشگاه شهید بهشتی است.
وی دانش‌آموخته کارشناسی اقتصاد نظری و کارشناسی ارشد برنامه‌ریزی سیستم‌های اقتصادی از دانشگاه شهید بهشتی و دکتری اقتصاد بین‌الملل از دانشگاه آزاد اسلامی می‌باشد. او در دولت یازدهم معاون رئیس سازمان برنامه و بودجه و رئیس مرکز پژوهش‌های توسعه و آینده‌نگری بود. دژپسند فعالیت شغلی خود را از سازمان مدیریت و برنامه‌ریزی آغاز کرد. وی سابقه معاونت امور تولیدی سازمان مدیریت و برنامه‌ریزی و معاون بودجه معاونت برنامه‌ریزی و نظارت راهبردی را در کارنامه شغلی خود دارا می‌باشد. او در دولت هشتم معاون برنامه‌ریزی و امور اقتصادی وزارت بازرگانی را برعهده داشت.

## زندگی‌نامه
فرهاد دژپسند زاده ۱ خرداد ۱۳۴۱ در رستمکلا، بهشهر است.

## تحصیلات
دژپسند مدرک کارشناسی اقتصاد نظری و کارشناسی ارشد برنامه‌ریزی سیستم‌های اقتصادی را از دانشکده اقتصاد دانشگاه شهید بهشتی اخذ نمود. وی دانش‌آموخته دکتری اقتصاد گرایش اقتصاد بین‌الملل از دانشگاه آزاد اسلامی است. رساله دکتری وی، «عوامل مؤثر رشد اقتصادی ایران با تأکید بر نقش شاخص‌های توسعه انسانی» بوده‌است.

## سوابق شغلی
- دانشیار دانشکده علوم اقتصادی و سیاسی دانشگاه شهید بهشتی از ۱۳۸۵ تاکنون
- رئیس مرکز پژوهش‌های توسعه و آینده‌نگری سازمان برنامه و بودجه
- معاون امور اقتصادی و هماهنگی سازمان برنامه و بودجه
- دبیر ستاد فرماندهی اقتصاد مقاومتی
- معاون بودجه معاونت برنامه‌ریزی و نظارت راهبردی
- معاون امور تولیدی سازمان مدیریت و برنامه‌ریزی
- معاون برنامه‌ریزی و امور اقتصادی وزارت بازرگانی
- مشاور رئیس سازمان مدیریت و برنامه‌ریزی کشور
- مدیرکل دفتر اقتصاد کلان سازمان مدیریت و برنامه‌ریزی کشور
- مدیرکل دفتر ریاست سازمان مدیریت و برنامه‌ریزی کشور
- معاون مدیرکل دفتر امور آموزش سازمان مدیریت و برنامه‌ریزی کشور
- مشاور امور اقتصادی رئیس دیوان محاسبات کشور
- سرپرست مرکز مطالعات و برنامه‌ریزی شهر تهران

## وزارت اقتصاد
حسن روحانی در تاریخ در ۲۹ مهر ماه ۱۳۹۷ وی را به عنوان وزیر پیشنهادی به مجلس شورای اسلامی معرفی کرد. و در ۵ آبان ۱۳۹۷ با ۲۰۰ رای موافق، ۵۰ مخالف و ۱۵ ممتنع از مجلس شورای اسلامی ایران وزیر امور اقتصادی و دارایی شد.

## تألیفات
1. مبانی توسعه پایدار در ایران[۱۰]
2. مقدمه ای بر مبانی تجارت الکترونیکی «به انضمام قوانین و مقررات مربوط»[۱۱]
3. پژوهش وضع موجود طراحی وضع مطلوب[۱۲]
4. اقتصاد سیاسی جهانی[۱۳]